# Sotiris Ninis
Sotiris Ninis (Himara, 3. travnja 1990.) je grčki nogometaš koji je trenutačno igrač Kifisia te je član grčke nogometne reprezentacije. Za Grčku je odigrao preko 30 utakmica.

## Vanjske poveznice
- Profil na Transfermarktu
- Profil na Soccerwayu